# 청천동
청천동(淸川洞)은 인천광역시 부평구에 위치한 법정동이다. 법정동으로서의 청천동은 행정동 청천1동과 청천2동으로 이루어져 있다.

## 유래
청천동은 원적산과 장수산에서 원출된 맑은 물이 마을 앞을 흐르고 있어 이 냇물이 맑았기로 맑은 내(淸川)라 불러서 연유된 이름으로, 구한말까지는 부평도호부 마장면에 속하였다.
마장(馬場)이란 지명이 생긴 것은 청천동, 산곡동, 효성동 일원을 '마당 뜰'이라 했는데 허허벌판에 억새가 우거진 곳이라서 마장이란 이름이 되었고, 말(馬)이 좋아하는 억새가 우거진 억새벌판이라서 '새벌',  '새벌리'(曉星)가 되었다. 이 벌판의 중심지가 마제이(마장, 청천)였다.
이곳은 부평평야가 시작되는 넓은 곡창지대가 속하다가 1960년대부터 부평공업단지가 조성되었고 그 뒤로 급격한 발전을 하고 있다.

## 행정구역 변천사
1995년 3월, 인천광역시가 북구를 부평구와 계양구로 분할하였을 당시 경인고속도로가 경계선이 되어, 효성동 남측 지역 대부분(1.324km2)과 작전2동의 일부 지역(0.101km2)을 편입하였으며, 청천동에 새롭게 편입되었을 당시 행정 구역은 경인고속도로 이남 지역 중 원적산 능선 북측에서 부평대로 사이 지역 대부분이 새롭게 편입되었다.

## 연혁
- 1914년 3월 1일 : 경기도 부천군 부내면 청천리
- 1940년 4월 1일 : 경기도 인천부 천상정으로 개칭
- 1946년 : 일본식 지명을 한국식으로 개칭하기 위해 기존의 천상정을 청천동으로 개명, 관할 구역은 산곡동과 하나로 두루 묶어 산곡청천동에서 담당
- 1968년 1월 1일 : 산곡청천동에서 청천동을 분동
- 1990년 5월 1일 : 인천직할시 북구 청천동에서 청천1 · 2동으로 분동
- 1995년 1월 1일 : 인천광역시 북구 청천동(법률 제4789호)
- 1995년 3월 1일 : 인천광역시 부평구 청천동(법률 제4802호)

## 주요 기관

### 관공서
- 청천1동 주민센터
- 청천2동 주민센터

### 교육 기관
※ 청천동 관내에는 고등학교가 없으며, 고등학교는 인접 산곡동이나 서구 석남동 그리고 계양구까지 나가야만 이용 가능하다.
- 청천초등학교
- 용마초등학교
- 청천중학교
- 마장초등학교

### 의료 기관
- 부평구보건소 청천지소
- 부평세림병원

### 기업체
- 한국지엠 부평공장
- 동서식품
- 샤프전자
- 피죤
- 과거 존속한 사업체 : 삼익악기, 전방, 한독시계, 진도모피
- 조선일보 부평지국

## 아파트
| 단지명                   | 건설사                | 시행사                                        | 주소               | 입주        | 비고                      |
| ------------------------ | --------------------- | --------------------------------------------- | ------------------ | ----------- | ------------------------- |
| 청천 푸르지오            | 대우건설              | 대우건설                                      | 부평구 세월천로 16 | 1998년 6월  |                           |
| e편한세상 부평 그랑힐스  | 대림산업              | 무궁화신탁㈜ 청천2구역 주택재개발정비사업조합 | 부평구 산청로 97   | 2023년 10월 | 청천2구역 재개발          |
| 부평 캐슬 앤 더샵 퍼스트 | 롯데건설 포스코이앤씨 | 청천1구역 주택재개발정비사업조합              |                    | 2023년 11월 | 청천1구역 재개발          |
| 부평 금호타운            | 금호건설              | 금호건설                                      | 부평구 안남로 272  | 1998년 2월  | 구 전남방직 부평공장 부지 |

## 교통

### 도로
- 부평대로
- 마장로 (인천)
- 안남로 (인천)
- 새벌로
- 청중로 (부평구)
- 청안로 (인천)
- 청천마차로
- 부평북로
- 세월천로
- 길주로
- 원길로
- 원적로 (인천)
- 서달로 (인천)
- 경인고속도로 (부평 나들목)

### 철도
- ● 서울 지하철 7호선 : 산곡역